# São Patrício
São Patrício är en kommun i Brasilien.   Den ligger i delstaten Goiás, i den centrala delen av landet, 210 km väster om huvudstaden Brasília. Antalet invånare är 1 991. Arean är 135 kvadratkilometer.
Terrängen i São Patrício är platt åt sydost, men åt nordväst är den kuperad.
Omgivningarna runt São Patrício är huvudsakligen savann. Runt São Patrício är det glesbefolkat, med 16 invånare per kvadratkilometer.